# Ulosyneda cervina
Ulosyneda cervina là một loài bướm đêm trong họ Noctuidae.